# Vladimir Quesada
Vladimir Quesada Araya pseudonim Muñequito (Lalka) (ur. 12 maja 1966 w San José) – kostarykański piłkarz grający na pozycji prawego obrońcy, a także trener.
Całą karierę piłkarską przypadającą na lata 80. i 90. spędził w jednym klubie – Deportivo Saprissa. Z tą ekipą wywalczył pięć tytułów mistrza kraju oraz dwukrotnie wygrał Puchar Mistrzów CONCACAF.
Quesada znalazł się w składzie reprezentacji Kostaryki, która występowała na Mistrzostwach Świata 1990 rozgrywanych we Włoszech. W barwach „Ticos” rozegrał przeszło 30 meczów, w tym ostatni 24 listopada 1996 roku z Gwatemalą.
Po zakończeniu kariery zajął się szkoleniem młodzieży w Deportivo Saprissa. Pracował również jako pierwszy trener kostarykańskiego pierwszoligowca o nazwie Santos de Guápiles.